# 格林布賴爾河之役
格林布賴爾河之役（英語：Battle of Greenbrier River），又稱巴托營之役（Battle of Camp Bartow），於1861年10月3日發生在維吉尼亞（今西維吉尼亞）的波卡洪塔斯縣，是在早期南北戰爭中西維吉尼亞戰役的一場戰役。

## 戰事
於10月2至3日，北軍的兩個師追趕在奇特山被打敗的南軍，直逼格林布賴爾河，北軍大砲開火，但戰役並不激烈，而北軍亦未能打擊敵軍右翼，只好撤退。

## 戰事結束
北軍傷亡43人，南軍傷亡39人。